# Received Pronunciation

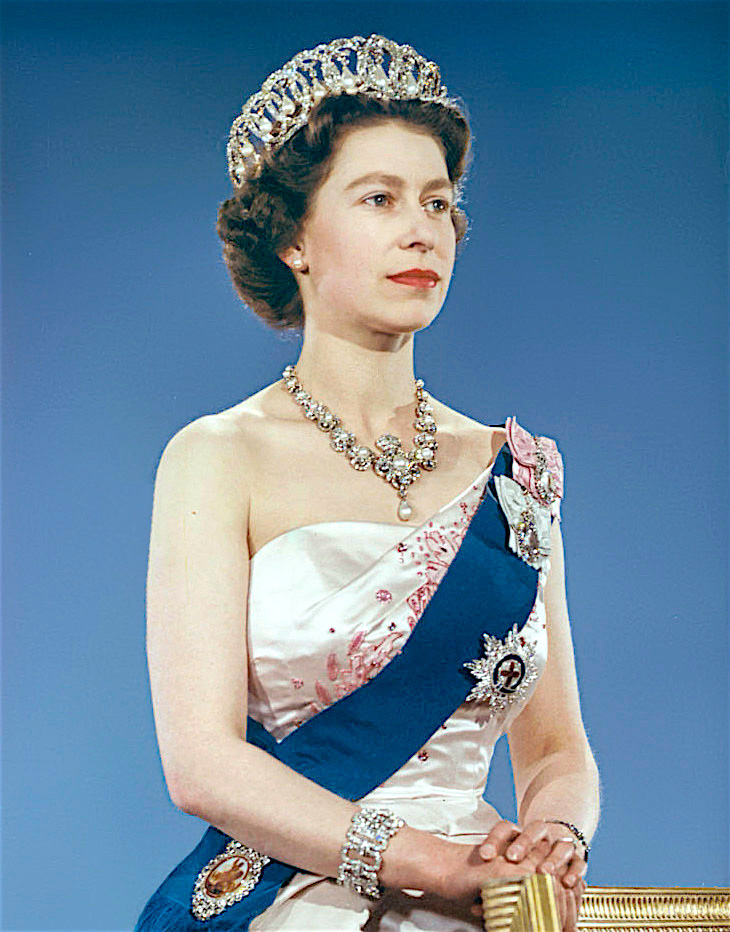
Isabell II (1926-2022), reina del Reino Unido, fue durante su reinado la mayor representante de la pronunciación aceptada, razón por la cual también se le conoce como «inglés de la reina».

Received Pronunciation (RP, traducido al español como pronunciación aceptada o pronunciación admitida), a veces incorrectamente traducida como pronunciación recibida, y también conocida como BBC English, Queen's English u Oxford English (pronunciación de la BBC, inglés de la Reina o inglés de Oxford, respectivamente), es el acento considerado por tradición como la variedad oral más prestigiosa y normativa del inglés británico. Aunque no hay nada intrínseco en esta variedad que la haga superior al resto de hablas, existen factores sociolingüísticos que le dan un prestigio específico en el Reino Unido, mayormente en Inglaterra.
La Received Pronunciation tiene más elementos en común con los dialectos de la región de las Tierras Medias Suroccidentales, como Londres, Oxford y Cambrigia. A finales del siglo XV, se estableció el inglés estándar en la ciudad de Londres, aunque no comenzó a parecerse a la pronunciación aceptada hasta finales del siglo XIX. Durante más de un siglo, se ha discutido sobre cuestiones tales como la definición de «pronunciación aceptada», si es geográficamente neutral, cuántos hablantes hay, si existen subvariantes, qué tan apropiada es la elección como estándar y cómo ha cambiado el acento con el tiempo. Aunque el nombre en sí es controvertido. La pronunciación aceptada es un acento, no un dialecto, por lo que el estudio de la pronunciación aceptada se ocupa solamente de cuestiones de pronunciación; no se consideran otras áreas relevantes para el estudio de los estándares lingüísticos, como el léxico, la gramática y el estilo.
Si bien hasta mediados de los años sesenta la pronunciación aceptada fue el acento estándar de la BBC, hoy en día tiene una presencia muy esporádica en los medios dadas sus connotaciones. Estudios realizados sobre la percepción del acento de la pronunciación aceptada en el Reino Unido indicaron que, en general, se percibe, estereotipadamente, a los hablantes de dicho acento como inteligentes, cultos, persuasivos y poderosos; aunque, a la vez, también como manipuladores, calculadores, elitistas, poco espontáneos y no sinceros. Existe una antipatía generalizada hacia los hablantes de este acento, especialmente entre las clases media y baja y las zonas rurales.

## Origen del término

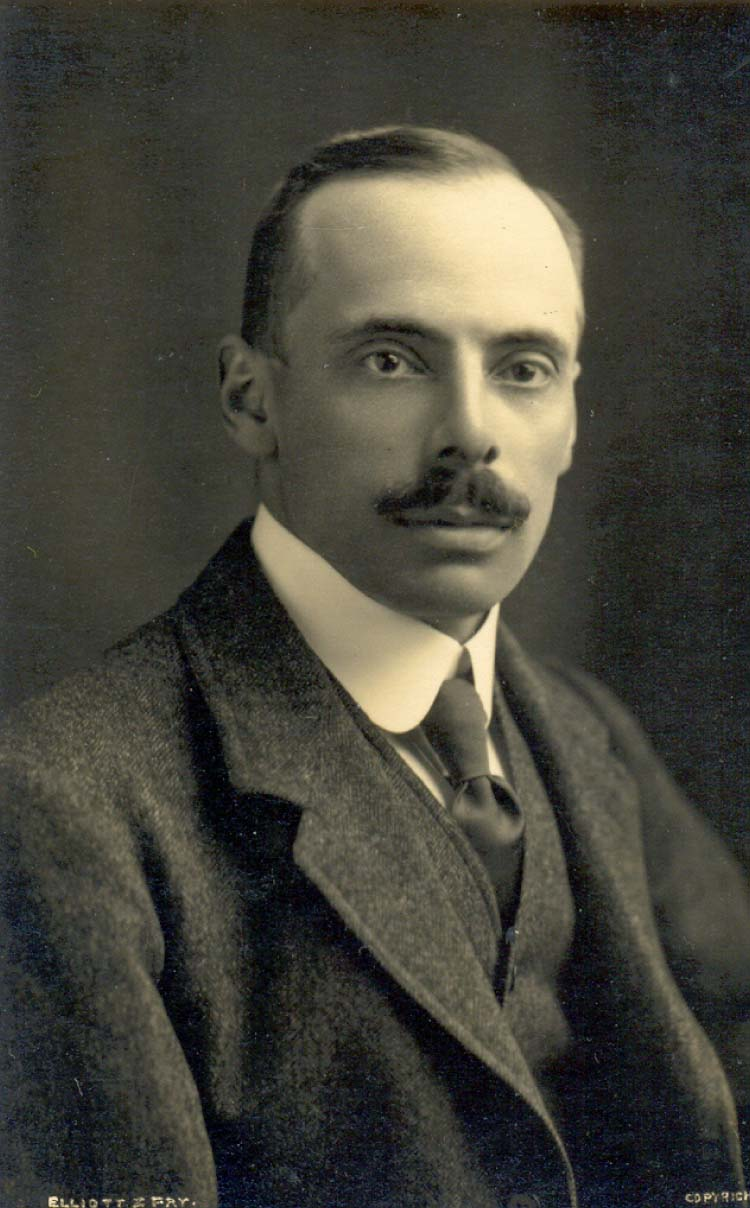
Daniel Jones (1881-1967), fonetista a quien se le atribuye la creación del término.

El origen del término inglés «received pronunciation» es usualmente atribuido al fonetista británico Daniel Jones. En la primera edición del English Pronouncing Dictionary (1917) nombró al acento como «pronunciación de escuela pública», pero para la segunda edición en 1926 escribió: «En lo sucesivo lo llamaré “pronunciación aceptada” a falta de una denominación mejor».
Sin embargo, el término había sido utilizado mucho antes por el filósofo y lingüista francoestadounidense Peter Stephen Du Ponceau en 1818 y el Oxford English Dictionary menciona citas que se remontan aproximadamente a 1710. El lexicógrafo y filólogo inglés Henry Cecil Kennedy Wyld acuñó un término similar, «estándar aceptado» (received standard), en 1927. El filólogo y pionero de la fonética inglés Alexander John Ellis usó ambos términos indistintamente, pero con una definición mucho más amplia que la de Jones, diciendo: «No existe tal cosa como una pronunciación educada uniforme del inglés, y la pronunciación aceptada y el estándar aceptado es una cantidad variable que difiere de un individuo a otro, aunque todas sus variedades son “aceptadas”, entendidas y principalmente desapercibidas».
Según el Fowler's Modern English Usage (1965) de Henry Watson Fowler: «El término correcto es “received pronunciation”. La palabra “received” transmite a su significado original de “aceptado” o “aprobado”, como en “sabiduría recibida”». Asimismo, vale aclarar y tener en cuenta que la palabra «received» es utilizada en inglés con su acepción original, como sinónimo de «aceptado» o «aprobado», de modo que, si bien es cierto que en español se ha impuesto la traducción «pronunciación recibida», sería más correcto denominarla «pronunciación aceptada», dado que en nuestro idioma la palabra «recibido» no tiene la misma connotación que el inglés «received».

## Denominación
Algunos lingüistas han utilizado el término «pronunciación aceptada» expresando reservas sobre su idoneidad. El English Pronouncing Dictionary publicado por Cambridge University Press (dirigido a aquellos que aprenden inglés como lengua extranjera) usa el término «pronunciación de la BBC» (BBC Pronunciation) sobre la base de que el nombre «pronunciación aceptada» es “arcaico” y que los presentadores de BBC News ya no sugieren una clase social alta y privilegiada para sus oyentes. Otros escritores también han utilizado el nombre «pronunciación de la BBC». Algunos escritores también han utilizado el término «inglés de la reina» (Queen's English), aunque el término se usa más apropiadamente para cubrir la gramática y la pronunciación.
El fonetista británico Jack Windsor Lewis criticó con frecuencia el nombre «pronunciación aceptada» en su blog: lo calificó de “odioso”, un “término ridículamente arcaico, provinciano y que plantea preguntas” y señaló que los académicos estadounidenses encuentran el término “bastante curioso”. Él utilizó el término «británico general» (British General ) —en paralelo con «estadounidense general» (American General )— en su publicación de la década de 1970 A Concise Pronouncing Dictionary of American and British English y en publicaciones posteriores. El nombre «británico general» es adoptado en la última revisión de la Gimson's Pronunciation of English. Beverley Collins e Inger Mees usan el término «pronunciación no regional» (Non-Regional Pronunciation) para lo que a menudo se llama pronunciación aceptada, y reservan el término «pronunciación aceptada» para el “discurso de la clase alta del siglo XX”. La pronunciación aceptada a veces se le ha llamado «inglés de Oxford» (Oxford English), ya que solía ser el acento de la mayoría de los miembros de la Universidad de Oxford. El Manual de la Asociación Fonética Internacional usa el nombre «estándar británico meridional» (Standard Southern British):

El estándar británico meridional (donde «estándar» no debe tomarse como implicando un juicio de valor de “corrección”) es el equivalente moderno de lo que se ha llamado «pronunciación aceptada» (RP). Es un acento del sureste de Inglaterra que funciona como una norma de prestigio allí y (en diversos grados) en otras partes de las islas británicas y más allá.
pág. 4, Manual de la Asociación Fonética Internacional, Asociación Fonética Internacional

En su libro Kipling's English History (1974), la periodista, panelista de radio y novelista inglesa Marghanita Laski se refiere a este acento como «altoburgués» (gentry):

Lo que el productor y yo intentamos hacer fue que cada poema se pronunciara en el dialecto que, por lo que pudimos ver, resonaba en los oídos de Kipling cuando lo escribió. A veces el dialecto es más apropiado, el altoburgués. Más a menudo, no lo es.
Marghanita Laski

## Clasificación
Ante la dificultad de definir un estándar único de pronunciación aceptada, algunos investigadores han tratado de distinguir entre subvariantes:
- A. C. Gimson en la tercera edición de Pronunciation of English (1980)[26] propuso las subvariantes conservadora, general y avanzada: La pronunciación aceptada conservadora se refiere a un acento tradicional asociado con hablantes mayores con ciertos antecedentes sociales; la pronunciación aceptada general se considera neutra en cuanto a edad, ocupación o estilo de vida del hablante; y la pronunciación aceptada avanzada se refiere al habla de una generación más joven de hablantes.[27] Sin embargo, las ediciones posteriores utilizan los términos «pronunciación aceptada general», «pronunciación aceptada refinada» y «pronunciación aceptada regional». En la última revisión del libro, los términos preferidos son «británico general», «británico general conspicuo» y «británico general regional».[22]
- John C. Wells en Accents of English I: An Introduction (1982);[13] se refiere a «pronunciación aceptada convencional» y «pronunciación aceptada de las clases alta y media» (U and non-U-RP)[13] Wells sugiere que las categorías de pronunciación aceptada conservadora y avanzada de Gimson se referían a la pronunciación aceptada inglesa de las clases alta y media de los viejos y los jóvenes, respectivamente.[28]
- Clive Upton distingue entre la pronunciación aceptada (que equipara con la pronunciación aceptada convencional de Wells), la pronunciación aceptada tradicional (después de Ramsaran 1990) y una versión aún más antigua que identifica con la pronunciación aceptada refinada de Alan Cruttenden.[29]
- Un artículo en el sitio web de la Biblioteca Británica se refiere a la pronunciación aceptada conservadora, convencional y contemporánea.[30]

## Características y estatus
Tradicionalmente, la pronunciación aceptada se ha asociado con la clase social alta. Era el “discurso cotidiano en las familias de personas del sur de Inglaterra cuyos hombres [habían] sido educados en los grandes internados públicos” y que no transmitía información sobre la región de origen de ese hablante antes de asistir a la escuela. Un manual del maestro de 1891 decía: «Es el negocio de las personas educadas hablar para que nadie pueda decir en qué condado pasó su infancia». Sin embargo, en el siglo XIX algunos primeros ministros británicos, como William Ewart Gladstone, todavía hablaban con algunos rasgos regionales.
Las opiniones difieren sobre la proporción de británicos que hablan con pronunciación aceptada. El sociolingüista inglés Peter Trudgill estimó un 3 % en 1974, pero esa estimación aproximada ha sido cuestionada por Jack Windsor Lewis. Clive Upton señala estimaciones más altas del 5 % (Romaine, 2000) y del 10 % (Wells, 1982), pero se refiere a estas como estimaciones conjeturadas que no se basan en una investigación sólida.
Se discute la afirmación de que la pronunciación aceptada no es regional, ya que se encuentra más comúnmente en Londres y el sureste de Inglaterra. Se define en el Concise Oxford English Dictionary como «el acento estándar del inglés tal como se habla en el sur de Inglaterra», y se han utilizado nombres alternativos como «estándar británico meridional». A pesar del alto prestigio social e histórico de la pronunciación aceptada en el Reino Unido, que se ve como el acento de aquellos con poder, dinero e influencia, algunos pueden percibirlo negativamente como asociado con privilegios inmerecidos o accidentales y como un símbolo del poder político del sureste en el Reino Unido. Según una encuesta de 1997, Jane Stuart-Smith escribió: «La pronunciación aceptada tiene poco estatus en Glasgow y es visto con hostilidad en algunos sectores». Una encuesta de 2007 encontró que a los residentes de Escocia e Irlanda del Norte les suele disgustar la pronunciación aceptada. Es rechazada por algunos con opiniones políticas de izquierda, que pueden estar orgullosos de tener acentos más típicos de las clases obreras.
Desde la Segunda Guerra Mundial, y cada vez más desde la década de 1960, se ha afianzado una mayor aceptación de las variedades regionales del inglés en la educación y la vida pública. No obstante, las encuestas de 1969 a 2022 muestran consistentemente que la pronunciación aceptada se percibe como el acento de inglés más prestigioso en el Reino Unido. En 2022, el 25 % de los adultos británicos informaron que se burlaron de ellos por su acento regional en el trabajo y el 46 % en situaciones sociales.

## Uso

### Medios de comunicación
En los primeros días de la radiodifusión británica, los hablantes de origen inglés usaban casi universalmente la pronunciación aceptada. El primer director general de la BBC, lord John Reith, alentó el uso de un “acento de la BBC” porque era un «estilo o calidad del inglés del que no se reirían en ninguna parte del país». Distinguió el acento de la BBC del acento de Oxford, al que se “opuso con vehemencia”. En 1926, la BBC estableció el Comité Asesor sobre Inglés Hablado con distinguidos expertos, incluido Daniel Jones, para asesorar sobre la pronunciación correcta y otros aspectos del lenguaje de transmisión. El comité no tuvo éxito y se disolvió después de la Segunda Guerra Mundial. Si bien la BBC asesoró a sus hablantes sobre la pronunciación, nunca hubo un estándar de pronunciación oficial formalizado de la BBC. Una desviación notable del uso de la pronunciación aceptada pura se produjo con el locutor de noticias Wilfred Pickles, nacido en Yorkshire, durante la Segunda Guerra Mundial; su acento permitió a los oyentes distinguir más claramente las transmisiones de la BBC de la propaganda alemana, aunque Pickles había modificado su acento para estar más cerca de la pronunciación aceptada. Desde la Segunda Guerra Mundial, la pronunciación aceptada ha desempeñado un papel mucho menor en la transmisión de voz. La pronunciación aceptada sigue siendo el acento que se escucha con mayor frecuencia en el discurso de los locutores y lectores de noticias en BBC Radio 3 y Radio 4, y en algunos canales de televisión, pero ahora se encuentran más acentos que no son pronunciación aceptada.

### Diccionarios
La mayoría de los diccionarios de inglés publicados en Reino Unido (incluido el Oxford English Dictionary) ahora brindan la pronunciación aceptada transcripta fonéticamente para todas las palabras. Los diccionarios de pronunciación representan una clase especial de diccionario que brinda una amplia gama de pronunciaciones posibles: todos los diccionarios de pronunciación británicos se basan en la pronunciación aceptada, aunque no necesariamente usan ese nombre. Daniel Jones transcribió la pronunciación aceptada de palabras y nombres en el English Pronouncing Dictionary. Cambridge University Press continúa publicando este título, a partir de 1997 editado por Peter Roach. Otros dos diccionarios de pronunciación de uso común son el Longman Pronunciation Dictionary, compilado por John C. Wells (usando el nombre «pronunciación aceptada»), y el Oxford Dictionary of Pronunciation for Current English de Clive Upton (ahora republicado como The Routledge Dictionary of Pronunciation para el inglés actual).

### Enseñanza de idiomas
La pronunciación constituye un componente esencial del aprendizaje y la enseñanza de idiomas; un acento modelo es necesario para que los alumnos apunten y actúen como base para la descripción en los libros de texto y materiales de clase. La pronunciación aceptada ha sido la opción tradicional para profesores y estudiantes de inglés británico. Sin embargo, la elección del modelo de pronunciación es difícil y la adopción de pronunciación aceptada es problemática en muchos sentidos.

## Fonética

### Consonantes
|             | Labial | Labial | Interdental | Interdental | Alveolar | Alveolar | Postalveolar | Postalveolar | Palatal | Palatal | Velar | Velar | Glotal | Glotal |
| ----------- | ------ | ------ | ----------- | ----------- | -------- | -------- | ------------ | ------------ | ------- | ------- | ----- | ----- | ------ | ------ |
| Nasal       |        | m      |             |             |          | n        |              |              |         |         |       | ŋ     |        |        |
| Oclusiva    | p      | b      |             |             | t        | d        |              |              |         |         | k     | ɡ     |        |        |
| Africada    |        |        |             |             |          |          | tʃ           | dʒ           |         |         |       |       |        |        |
| Fricativa   | f      | v      | θ           | ð           | s        | z        | ʃ            | ʒ            |         |         |       |       | h      |        |
| Aproximante |        |        |             |             |          | l        |              | r            |         | j       |       | w     |        |        |

Las consonantes nasales y líquidas (/m/, /n/, /ŋ/, /r/, /l/) pueden ser silábicas en sílabas átonas. La consonante /r/ en la pronunciación aceptada es generalmente una aproximante postalveolar, que normalmente se expresaría con el signo [ɹ] en el alfabeto fonético internacional, pero el signo /r/ se usa tradicionalmente para la pronunciación aceptada en la mayor parte de la literatura sobre el tema.
Las oclusivas sordas (/p/, /t/, /k/, /tʃ/) se aspiran al comienzo de una sílaba, a menos que siga una vocal completamente átona. Por ejemplo, la /p/ se aspira en «impasse», con acento principal en «-passe», pero no en «compass», donde «-pass» no tiene acento. La aspiración no ocurre cuando /s/ precede en la misma sílaba, como en «spot» o «stop». Cuando sigue un sonante /l/, /r/, /w/ o /j/, esta aspiración se indica mediante la ensordecimiento parcial del sonante. /r/ es fricativa cuando se ensordece.
Las /p/, /t/, /tʃ/ y /k/ finales de sílaba pueden estar precedidas por una oclusiva glotal (refuerzo glotal) o, en el caso de /t/, reemplazadas completamente por una oclusiva glotal, especialmente antes de una nasal silábica (bitten [ˈbɪʔn̩]). La parada glótica se puede realizar como una voz chirriante; por lo tanto, una transcripción fonética alternativa de attempt [əˈtʰemʔt] (‘intento’) podría ser [əˈtʰemm̰t].
Como en otras variedades del inglés, las oclusivas sonoras (/b/, /d/, /ɡ/, /dʒ/) se ensordecen parcial o totalmente en los límites de las expresiones o junto a las consonantes sordas. La distinción de sonorización entre sonidos sonoros y sordos se ve reforzada por una serie de otras diferencias, con el resultado de que las dos consonantes pueden distinguirse claramente incluso en presencia de ensordecimiento de sonidos sonoros:
1. Aspiración de consonantes sordas sílabas-inicialmente.
2. Refuerzo glotal de /p, t, k, tʃ/ sílaba-finalmente.
3. Acortamiento de vocales antes de consonantes sordas.

Como resultado, algunos autores prefieren usar los términos latinos «fortis» (‘fuerte’) y «lenis» (‘lene’) en lugar de «sordo» y «sonoro». Sin embargo, estos últimos son tradicionales y de uso más frecuente.
La fricativa dental sonora (/ð/) es más a menudo una oclusiva dental débil; la secuencia /nð/ a menudo se realiza como [n̪n̪], es decir, como una nasal dental larga. /l/ tiene alófono velarizado ([ɫ]) en la rima de la sílaba. /h/ se vuelve sonora ([ɦ]) entre sonidos sonoros.